# Bến Hiên
Bến Hiên là một xã thuộc huyện Đông Giang, tỉnh Quảng Nam, Việt Nam.
Xã Bến Hiên có diện tích 181,53 km², dân số năm 2019 là 2.059 người, mật độ dân số đạt 14 người/km².